# Eparquia de Bhadravathi
A Eparquia de Bhadravathi (Latim:Eparchia Bhadravathensis) é uma eparquia pertencente a Igreja Católica Siro-Malabar com rito Siro-Malabar. Está localizada no município de Bhadravathi, no estado de Carnataca, pertencente a Arquieparquia de Thalassery na Índia. Foi fundada em 29 de agosto de 2007 pelo Papa Bento XVI. Com uma população católica de 10.085 habitantes, sendo 0,3% da população total, possui 24 paróquias com dados de 2020.

## História
Em 29 de agosto de 2007 o Papa Bento XVI cria a Eparquia de Bhadravathi através do território da Eparquia de Mananthavady. Desde sua fundação em 2007 pertence a Igreja Católica Siro-Malabar, com rito Siro-Malabar.

## Lista de eparcas
A seguir uma lista de eparcas desde a criação da eparquia em 2007.
|                        | Nome                          | Período                | Notas                  |
| Eparcas de Bhadravathi | Eparcas de Bhadravathi        | Eparcas de Bhadravathi | Eparcas de Bhadravathi |
| ---------------------- | ----------------------------- | ---------------------- | ---------------------- |
| 1º                     | Joseph Erumachadath, M.C.B.S. | 2007 - atual           |                        |